# ادیکهوسور
ادیکهوسور (به انگلیسی: Adikehosur) در هند است که در کارناتاکا واقع شده‌است.